# Borgo Rivera
Borgo Rivera (IPA: [ˈborɡo riˈvɛra]), o anche Borgo della Rivera, è un rione storico della città dell'Aquila, in Abruzzo, racchiuso all'interno delle mura urbiche medievali. La zona di Borgo Rivera rappresenta la parte più antica della città.

## Storia

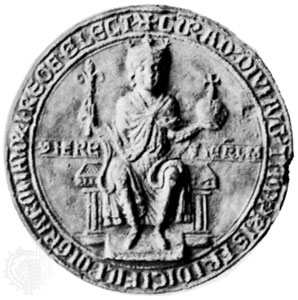
Sigillo di Corrado IV

Borgo Rivera è situato nel luogo dove nacque il centro urbano unico tra Amiternum e Forcona. Il colle del borgo si chiamava Acquilis, Acculo o Acculae, per via delle numerose sorgenti che si trovavano in quest'area che fornivano acqua ai campi circostanti; da qui nasce il nome della città, Aquila al tempo. Acculae fu anche uno dei castelli che contribuì direttamente alla fondazione dell'Aquila; in particolare è l'unico tra tutti ad essere situato in un'area attualmente all'interno delle mura, e dunque del centro storico cittadino.
Nel 1254, con l'atto conosciuto come Privilegium concessum de constructione Aquilae di Corrado IV di Svevia, questo luogo fu scelto come punto in cui fondare la nuova città, in chiave anti-feudale.

## Monumenti e luoghi di interesse

### Architetture religiose

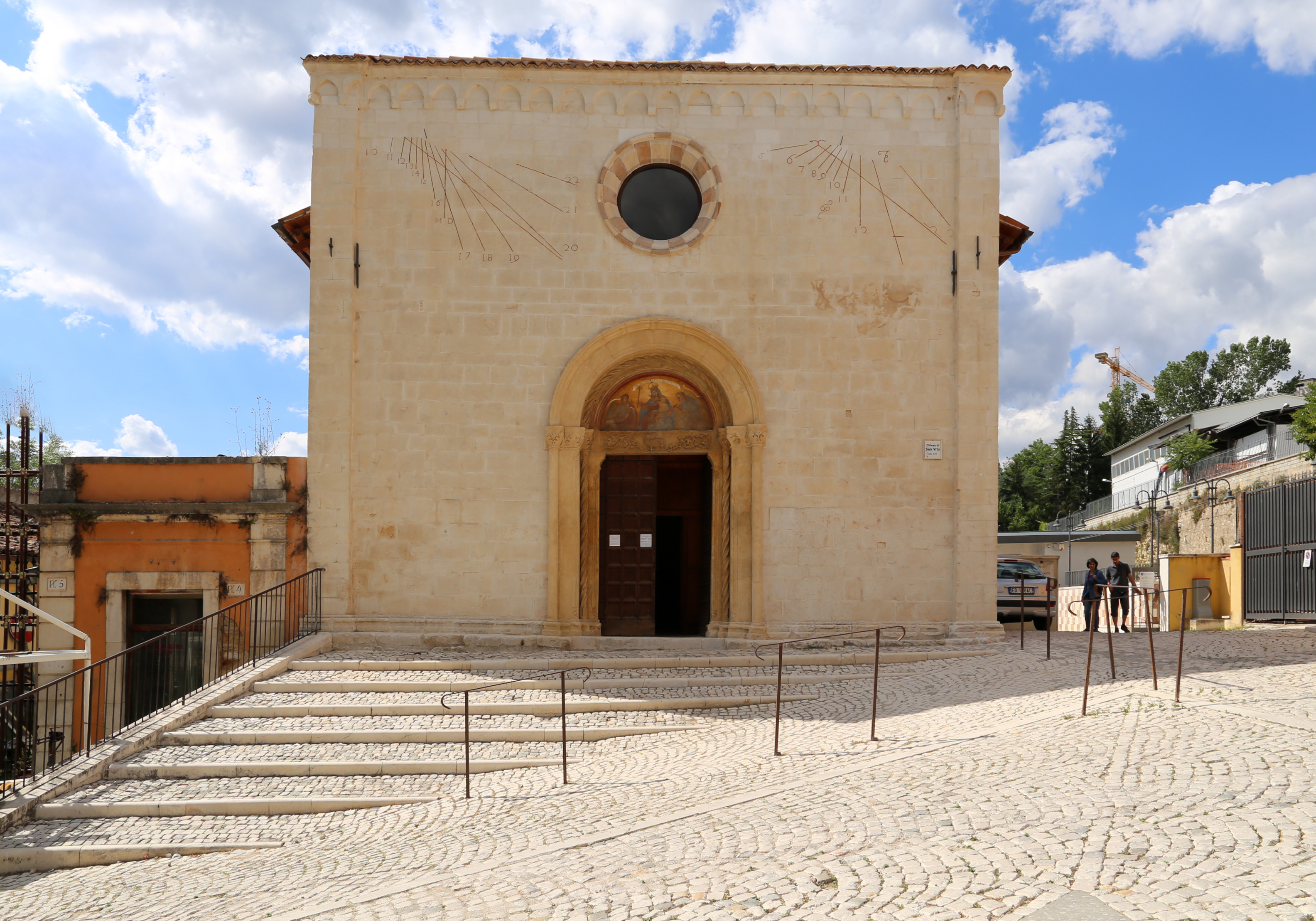
Facciata della chiesa di San Vito alla Rivera

- Chiesa di San Vito alla Rivera: è conosciuta anche come Chiesa di San Vito di Tornimparte, dal nome del castello che ha contribuito alla sua costruzione nel XIII secolo. Della struttura originaria vi sono poche rimanenze a causa dei rifacimenti effettuati tra '500 e '700.[7] La facciata è quattrocentesca e presenta due meridiane per il calcolo dell'ora italica e dell'ora solare.[8] La chiesa è stata danneggiata dal sisma del 2009 ed è stata riaperta nel 2017;[9]
- Chiesa di Santa Chiara: è situata all'interno del parco delle acque ed è presente sin dalla fondazione dell'Aquila, quando era conosciuta come Santa Chiara d'Acquili. Nonostante la costruzione sia antica, presenta elementi diversi di stile rinascimentale e barocco a causa di rimaneggiamenti successivi alla costruzione;[10]
- Chiesa di San Bernardo: fu costruita tra il 1709 e il 1714, al posto di una chiesa preesistente, in stile barocco e neorinascimentale.[10]

Nel rione è presente anche la chiesa di San Giacomo della Rivera (o dello Spirito Santo), un edificio religioso sconsacrato interamente distrutto dal terremoto del 1703 e ricostruito in seguito in stile barocco.

### Architetture civili

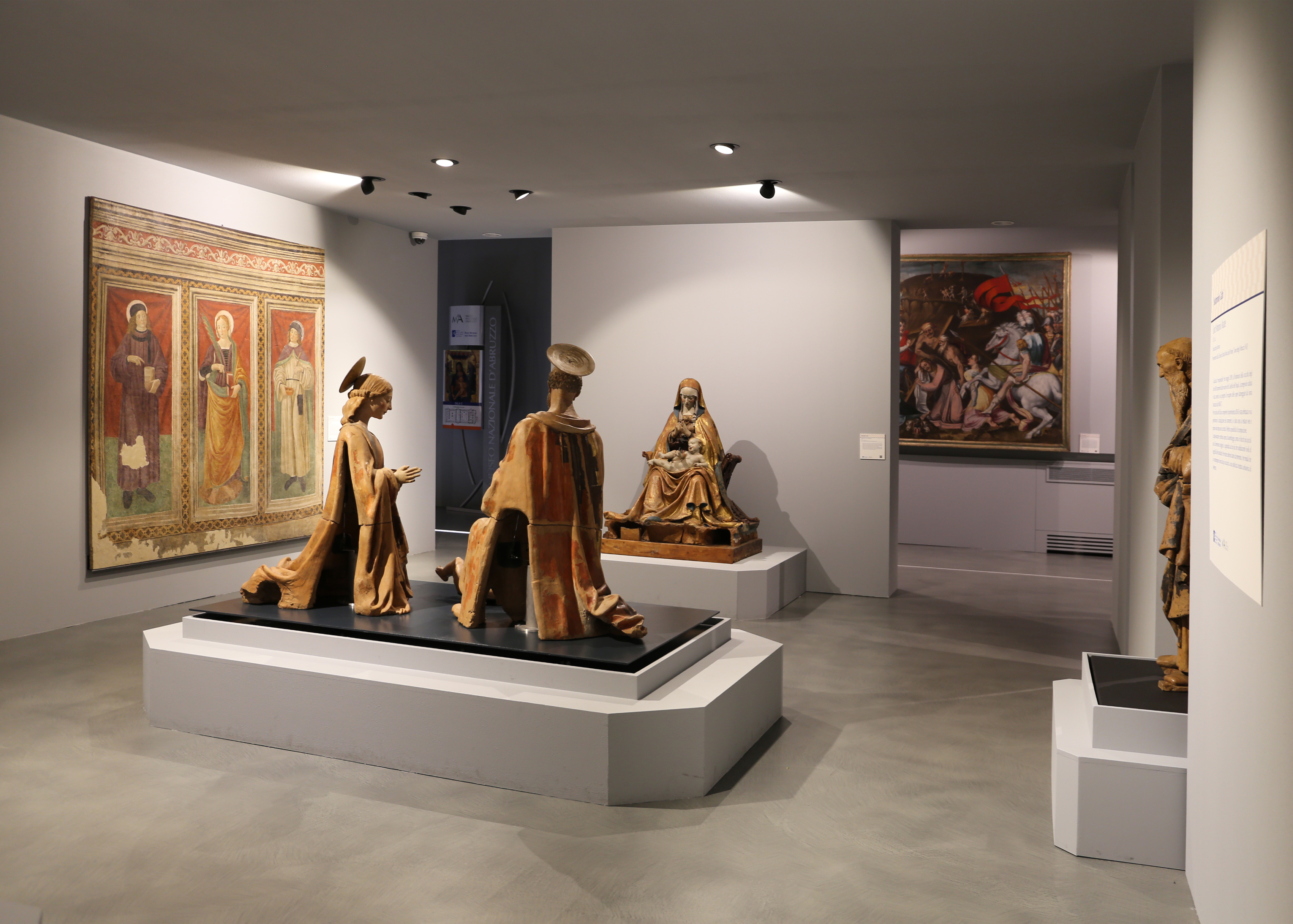
Una sala del MUNDA all'interno dell'ex mattatoio

La principale struttura civile di Borgo Rivera è l'ex mattatoio. Costruito nel XX secolo come centro per la macellazione e la preparazione delle carni, è rimasto inutilizzato a partire dagli anni '90. Il sisma del 2009 ha danneggiato l'edificio e a questo è seguita la ricostruzione, partita nel 2012 e conclusa nel 2015, e il conseguente spostamento provvisorio nell'ex mattatoio del Museo Nazionale d'Abruzzo (MUNDA), per via dell'inagibilità del castello cinquecentesco.

### Architetture militari

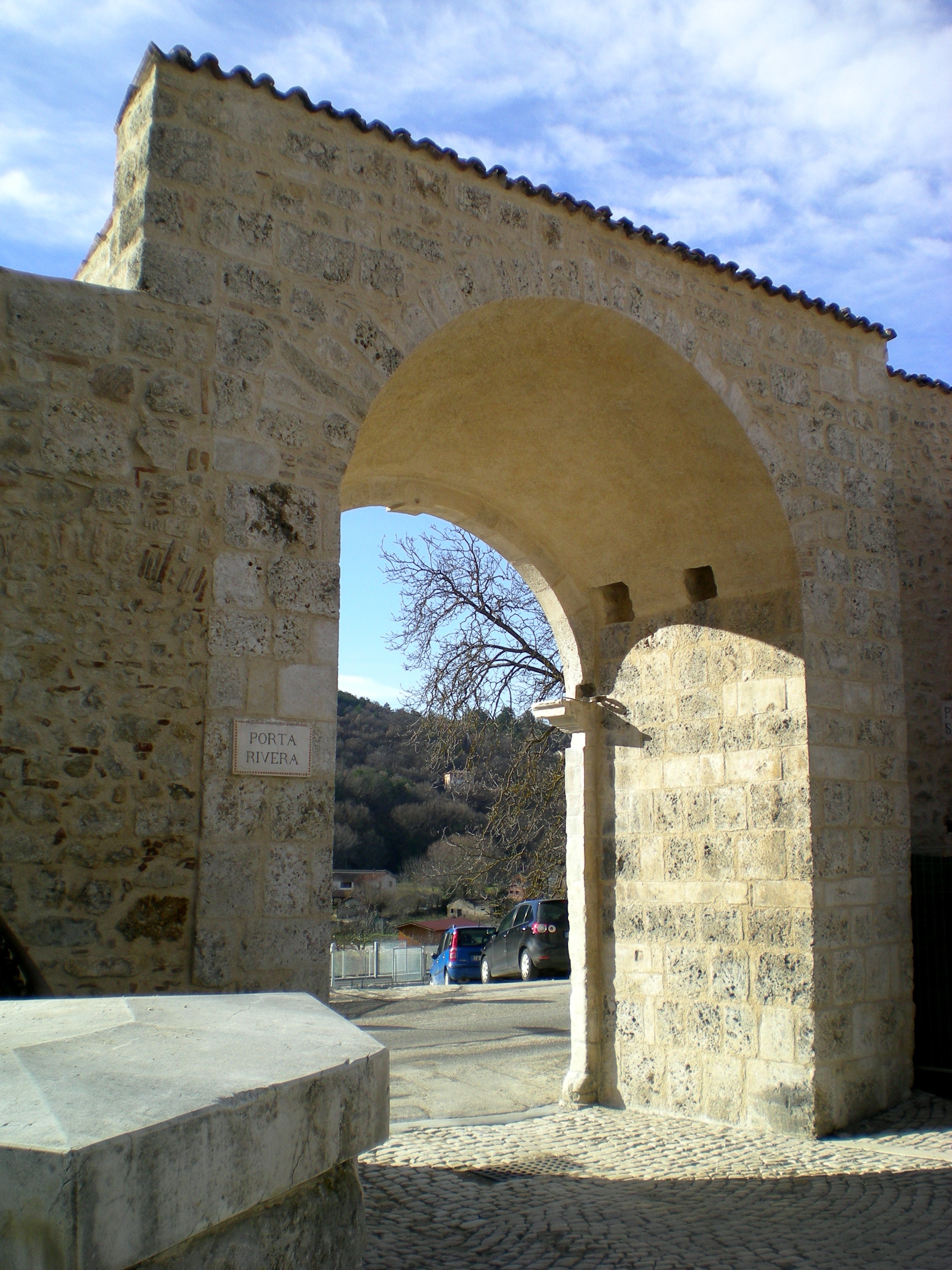
Porta Rivera

Il rione è cinto a ovest dalle mura cittadine, risalenti alla seconda fondazione della città nel XIII secolo. Proprio in Borgo Rivera è presente una delle porte che si aprono nelle mura, ovvero porta Rivera, di riferimento non solo per il borgo ma anche per tutto il quarto di San Giovanni. A livello architettonico la porta è un semplice arco a tutto sesto realizzato in pietra. La cinta muraria, anche in corrispondenza della porta, ha subito alcuni danni a causa del terremoto del 2009, ma questi sono stati poi riparati in seguito a un restauro che ha interessato tutte le mura.

### Altro
Il rione è conosciuto per la presenza, al suo interno, della fontana delle 99 cannelle, monumento simbolo della città dell'Aquila. Questa fontana fu costruita a partire dal 1272 su progetto di Tancredi da Pentima, ma è stata rimaneggiata più volte, con l'aggiunta di diverse cannelle. Le pareti della fontana sono composte da conci in travertino bianchi e rossi, in quanto anticamente questi erano i due colori simbolo della città.
A Borgo Rivera è altresì presente il parco delle acque; si tratta un vasto giardino di circa 5 000 m2, inaugurato nel 2016, situato nei pressi della fontana delle 99 cannelle, che il parco alimenta attraverso le sue sorgenti.